# Conseil de Renmark Paringa
Le Conseil de Renmark Paringa (Renmark Paringa Council) est une zone d'administration locale située dans l'État de l'Australie-Méridionale, près de la  frontière du Victoriaen Australie. 
Il vit de la production de fruits et est très dépendant du Murray pour l'irrigation.
Il a été créé le 1er juillet 1996 par la fusion des anciens districts de Renmark et Paringa.

## Villes
Les principales villes du district sont :
- Renmark ;
- Paringa.

## Curiosités
- Le Pont de Paringa